# ジェッダ・コーニッシュ・サーキット
ジェッダ・コーニッシュ・サーキット（英語: Jeddah Corniche Circuit、アラビア語: حلبة كورنيش جدة）は、サウジアラビアの紅海沿岸の港湾都市ジェッダに建設されたストリートサーキット。2021年12月5日にサウジアラビアグランプリを初開催。サウジアラビアGPの開催契約は2030年までで2022年以降も使用される予定だが、リヤド南西のキディヤで建設中のサーキットへ変更する意向を示している。

## 概要
設計はティルケ・エンジニアリングCEOのカーステン・ティルケ（ヘルマン・ティルケの息子）。バクー市街地コースを参考に設計されており、1周6.174kmは2021年のF1カレンダーの中ではスパ・フランコルシャンに次いで長い。F1開催時には3つのDRSが設置される。コーナー数は27だが中速コーナーが多くシミュレーション上では1周の平均速度が250km/hでモンツァに次ぐ速さになると見られており、市街地サーキットでは最速となる。
2022年1月に昨年のF1やF2でクラッシュが発生したことから、2022年サウジアラビアGPの開催時にはドライバーの視認性や走行ラインを改善するためにコースに変更を加える方針を示していた。第2回の開催に向け8箇所が変更されたが、バリアの形状や設置位置を調整する程度に留まっており、昨年のレース直後のドライバーのコメントにあったようなコースレイアウトの変更はなかった。

## 過去のレース結果
| 年   | 決勝日   | ラウンド | 勝者                       | コンストラクター        | 結果 |
| ---- | -------- | -------- | -------------------------- | ----------------------- | ---- |
| 2021 | 12月05日 | 21       | ルイス・ハミルトン         | メルセデス              | 詳細 |
| 2022 | 03月27日 | 2        | マックス・フェルスタッペン | レッドブル-RBPT         | 詳細 |
| 2023 | 03月19日 | 2        | セルジオ・ペレス           | レッドブル-ホンダ・RBPT | 詳細 |
| 2024 | 03月10日 | 2        | マックス・フェルスタッペン | レッドブル-ホンダ・RBPT | 詳細 |
| 2025 | 04月20日 | 5        | オスカー・ピアストリ       | マクラーレン-メルセデス | 詳細 |